# Южный фронт (Великая Отечественная война)
Ю́жный фронт — оперативно-стратегическое объединение (фронт) РККА ВС СССР, во время Великой Отечественной войны.

## Первое формирование
Решение о создании Южного фронта было принято на заседании Политбюро ЦК ВКП(б) 21 июня 1941 года. Командующим войсками фронта назначен генерал армии Иван Тюленев, который 22 июня выехал в Винницу, где располагалось Полевое Управление Южным фронтом, которое было создано на базе Управления Московского военного округа. Официально Южный фронт был создан Директивой Ставки Главного Командования от 24 июня 1941 года № 20466.

### Оперативно-стратегическая цель
Южному фронту ставилась оперативно-стратегическая цель внезапным превентивным сосредоточенным ударом объединённых сил сухопутных войск, авиации и флота с широким привлечением воздушно-десантных частей и сил морского десанта уничтожить приграничную противостоящую группировку противника и осуществить стремительное наступление на запад — северо-запад под прикрытием горных хребтов Карпат.
Силы Южного фронта в оперативном взаимодействии с кораблями Черноморского флота должны были с началом боевых действий против вооруженных сил Румынии и Германии нанести удар противнику. Подавив его оборону в приграничном сражении, предполагалось высадить одновременно воздушный и морской десант на территорию Румынии и, поддержав его стремительным наступлением с фронта силами танковых корпусов и мотопехоты, осуществить захват нефтяных полей в Плоешти, лишив основного противника — Германию, нефти, необходимой для авиации, транспорта, танковых и моторизованных частей вермахта. Далее предполагалось наступать южнее Карпат с одновременным захватом господствующих высот и важнейших перевалов с целью выхода в Южную Германию. Действия Южного фронта должны были поддержать на реке Дунай с выходом в его верхнее течение — Дунайская речная флотилия, со стороны моря — морской десант с кораблей и десантных судов Черноморского флота, которому предписывалось захватить порт Констанцу. В качестве сил морской пехоты предполагалось использовать усиленный 7-й стрелковый корпус, который проводил интенсивную подготовку, включая посадку-высадку с десантных судов под прикрытием авиации и оперативной группы кораблей поддержки Черноморского флота. Наступление фронта также поддерживалось подводными лодками ЧФ, которые должны были вести оперативную разведку акватории моря и побережья, способствовать высадке диверсионно-разведывательных групп на побережье в тылу румынских войск, тайно минировать устье Дуная и выходы из румынских портов, а также препятствовать действиям флотов противника. Наступление поддерживалось ВВС Южного фронта, первоочередными целями которых были передовые приграничные группировки сухопутных сил Румынии и Германии, нефтедобывающие и нефтеперерабатывающие предприятия Плоешти, порт Констанца, пункты базирования румынских и немецких авиации и флота.

### Состав
На 25 июня 1941 года:
- управление
- 9-я армия[3]
- 18-я армия
- 7-й стрелковый корпус
- 9-й особый стрелковый корпус
- ВВС Южного фронта
- остальные соединения и части, находящиеся в полосе фронта.

С 22 августа в состав фронта вошёл 48-й стрелковый корпус (до 01.09.1941)
Фронт имел 15 стрелковых, 3 кавалерийские, 6 танковых, 3 моторизованные дивизии. Кроме того, в состав фронта входило четыре укреплённых района (УР) (10, 12, 80 и 82-й). В его оперативном подчинении находились Дунайская военная флотилия, Одесская военно-морская база и пограничные отряды НКВД СССР.

### Действия фронта
В первые недели войны войска фронта действовали против румынских войск в полосе шириной 700 км от г. Липканы на румынской границе до Одессы, проводя оборонительную операцию в Молдавии и контактируя на севере с войсками Юго-Западного фронта. После поражения основных сил Юго-Западного фронта под Уманью и затем под Киевом в июле-сентябре 1941, командование Южного фронта организовало оборону в районе Запорожья. Войска фронта также задержали продвижение частей вермахта под командованием Манштейна у Мелитополя.
Однако при новом наступлении противника, в ходе Донбасско-Ростовской оборонительной операции оборона войск фронта была прорвана, а 5 октября 1-я танковая армия вермахта вышла к Азовскому морю у Бердянска, охватив обороняющиеся части двух армий фронта с севера и отрезав им отход на восток. В результате 18-я армия и часть сил 9-й армии Южного фронта попала в окружение в районе поселка Черниговка и понесли тяжёлые потери. Более 100 тысяч солдат и офицеров попало в плен. Командующий армией генерал-лейтенант А. К. Смирнов погиб. Было потеряно 212 танков и 672 артиллерийских орудия.
Уцелевшие части фронта с боями отступили на восток вдоль побережья Азовского моря на Таганрог (пал 17 октября) и далее к Ростову-на-Дону (пал 20 ноября). Однако уже 28 ноября 1941 в результате успешного контрнаступления войска фронта в ходе Ростовской наступательной операции вновь освободили Ростов-на-Дону, нанеся вермахту первое значительное поражение в войне.
В июле 1942 года после крупного поражения советских войск под Харьковом и неудачной Донбасской оборонительной операции Ростов-на-Дону был оставлен 24 июля без приказа Ставки, вследствие чего Южный фронт был расформирован 28 июля 1942 года, а его части переданы в состав Северо-Кавказского фронта.

### Командование
Командующие войсками:
- генерал армии Иван Владимирович Тюленев. Ранен в результате личного участия в атаке[9], (25 июня - 30 августа 1941),
- генерал-лейтенант Дмитрий Иванович Рябышев, (30 августа - 5 октября 1941),
- генерал-лейтенант Яков Тимофеевич Черевиченко[10], (5 октября - 24 декабря 1941),
- генерал-лейтенант Малиновский Родион Яковлевич, (24 декабря 1941 - 28 июля 1942).

Члены Военного совета:
- армейский комиссар 1-го ранга Александр Иванович Запорожец [9][10] (25 июня - 17 декабря 1941),
- Леонид Романович Корниец[9] (25 июня 1941 - 28 июля 1942),
- дивизионный комиссар Карп Григорьевич Рябчий (12 октября 1941 - 2 января 1942),
- дивизионный комиссар Илларион Иванович Ларин[11] (31 декабря 1941 - 28 июля 1942).

Начальники штаба:
- генерал-майор Гавриил Данилович Шишенин (25 - 30 июня 1941),
- полковник Феодосий Константинович Корженевич (30 июня - 17 июля 1941),
- генерал-майор Фёдор Николаевич Романов (17 июля - 30 августа 1941),
- генерал-майор, с 27 декабря 1941 - генерал-лейтенант Алексей Иннокентьевич Антонов (30 августа 1941 — 28 июля 1942).

Начальник Разведывательного отдела Штаба фронта:
- Александр Филиппович Васильев[1][12] полковник

Начальники артиллерии:
- генерал-майор артиллерии Устинов Иван Акимович (с июня 1941);

- генерал-майор артиллерии Жук Иван Яковлевич (май — 28 июля 1942)[13].

### Участие в операциях и битвах
- Приграничные сражения в Молдавии - с 25 по 26 июня 1941 года.
- Львовско-Черновицкая стратегическая оборонительная операция:
  - Станиславско-Проскуровская оборонительная операция (силами 18-й армии) — с 3 по 6 июля 1941 года
- Киевская стратегическая оборонительная операция:
  - Оборонительная операция на подступах к Киеву — с 11 июля по 20 августа 1941 года.
  - Уманская оборонительная операция — с 5 июля по 4 августа 1941 года.
- Тираспольско-Мелитопольская оборонительная операция - с 27 июля по 28 сентября 1941 года.
- Оборона Одессы - с 5 августа по 16 октября 1941 года.
- Оборона Днепропетровска - с 12 августа по 29 сентября 1941 года.
- Донбасско-Ростовская стратегическая оборонительная операция — с 29 сентября по 16 ноября 1941 года.
  - Донбасская операция (1941) — с 29 сентября по 4 ноября 1941 года.
  - Ростовская оборонительная операция — с 5 по 16 ноября 1941 года.
- Ростовская стратегическая наступательная операция
  - Большекрепинская наступательная операция — с 17 по 23 ноября 1941 года.
  - Наступательная операция по освобождению Ростова — с 27 ноября по 2 декабря 1941 года.
- Барвенково-Лозовская наступательная операция - с 18 по 31 января 1942 года.
- Харьковская операция - с 12 по 29 мая 1942 года.
- Воронежско-Ворошиловградская стратегическая оборонительная операция:
  - Касторненская оборонительная операция - c 28 июня по 24 июля 1942 года.
  - Ворошиловградско-Шахтинская оборонительная операция- c 7 по 24 июля 1942 года.
- Битва за Кавказ (1942—1943)

## Второе формирование
Южный фронт второго формирования образован 31 декабря 1942 на базе расформированного Сталинградского фронта (второго наименования). 1 января 1943 Сталинградский Фронт (второго наименования) был переименован в Южный фронт.
Командующий фронтом с формирования до февраля 1943 — генерал-полковник А. И. Еременко, начальником штаба фронта с формирования до апреля 1943 — генерал-майор И. С. Варенников. В марте 1943 фронт возглавил генерал-лейтенант Ф. И. Толбухин.
20 октября 1943 года фронт был переименован в 4-й Украинский фронт.

### Участие в операциях и битвах
Войска Южного фронта (2-го формирования) провели Ростовскую операцию, Миусскую операцию, Донбасскую операцию.

### Комментарии
1. ↑  Командующий фронтом Р. Я. Малиновский отвел войска на свой страх и риск. Тем самым он спас оставшиеся войска Южного фронта от окружения, которое грозило им после форсирования немцами Северского Донца[8]. После падения Ростова Сталин издал свой знаменитый приказ № 227 «Ни шагу назад!» (28 июля 1942)

### Сноски
1. 1 2  Доклад Разведывательного отдела штаба Южного фронта о группировке и действиях противника перед фронтом, по состоянию на 27 августа 1941 года.
2. ↑  Россия. XX век. Документы. 1941 год в 2 книгах. № 596.
3. ↑  Краткий обзор боевых действий войск 9-й армии, с 31 августа по 15 сентября 1941 года.
4. ↑  Память народа::Боевой путь воинской части::48 стрелковый корпус (48 ск). pamyat-naroda.ru. Дата обращения: 26 июля 2019. Архивировано из оригинала 31 октября 2020 года.
5. ↑  Действия войск Южного фронта в начальном периоде Великой Отечественной войны. Дата обращения: 15 ноября 2007. Архивировано 28 ноября 2010 года.
6. ↑  Киселев В. Н., Раманичев Н. М. Последствия оценок (Действия войск Южного фронта в начальном периоде Великой Отечественной войны). // Военно-исторический журнал. — 1989. — № 7. — С.14-21.
7. ↑  (Paul Carell, «Hitler moves East», NY, Bantam Books, 1966., pp. 123—129)
8. ↑  Соколов, 2013, с. 40.
9. 1 2 3  ВОЕННАЯ ЛИТЕРАТУРА -[ Мемуары ]- Рябышев Д. И. Первый год войны
10. 1 2  Директивой СВГК № 002628 от 5.10.1941 г. «1. Освободить генерал-лейтенанта Рябышева и члена Военного совета армейского комиссара Запорожца от занимаемых ими должностей …2. Назначить командующим войсками Южного фронта генерал-лейтенанта т. Черевиченко.»
11. ↑  Ларин Илларион Иванович. Дата обращения: 23 сентября 2011. Архивировано из оригинала 29 июля 2014 года.
12. ↑  Баграмян И. Х. Так начиналась война. (Военные мемуары) — Москва: Военное издательство Министерства обороны СССР, 1971. — 512 с. — 200.000 экз — ISBN отсутствует — с. 412
13. ↑  Барабанов А. М., Моторин И. А. Артиллерия фронтов и её командующие // Военно-исторический журнал. — 2014. — Т. 11. — С. 35-42.